# Mały Wołowy Róg
Mały Wołowy Róg (słow. Malý volí roh, ok. 2360 m) – turniczka w Wołowym Grzbiecie (Volí chrbát) w Tatrach Wysokich. Znajduje się w głównej grani Tatr na granicy polsko-słowackiej pomiędzy Wołowym Przechodem (Volí priechod, ok. 2350 m) a Małą Rogatą Szczerbiną (Malá Rohatá štrbina, ok. 2355 m).
Jest to tylko ząb skalny, ale zasługuje na uwagę, gdyż znajduje się między dwoma ważnymi przełączkami i pełni rolę punktu orientacyjnego.
Pierwsze przejście granią Wołowych Rogów podczas pierwszego przejścia granią Wołowego Grzbietu: Katherine Bröske i Simon Häberlein 11 września 1905 r.
Autorem polskiej nazwy jest Władysław Cywiński.

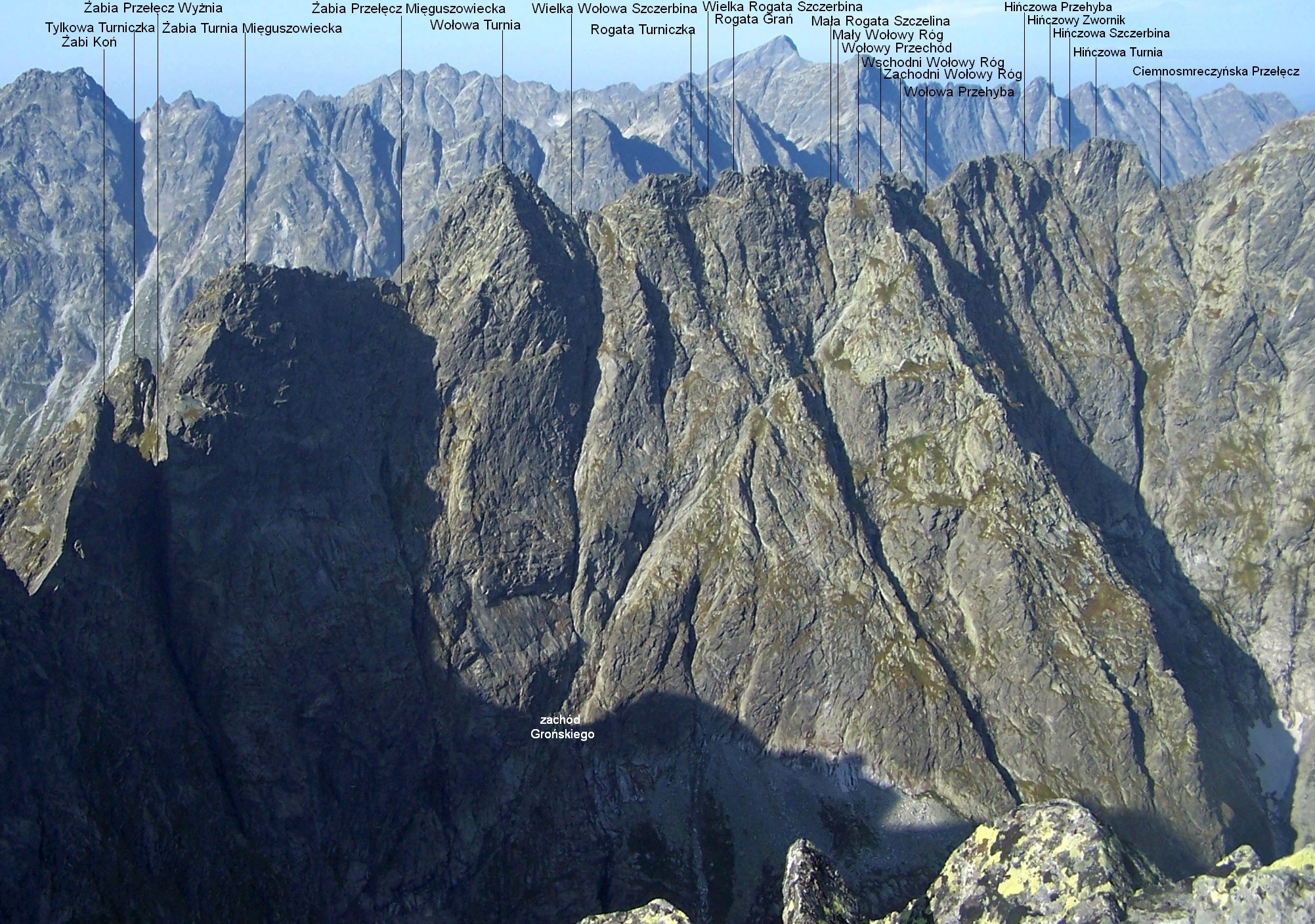
Widok z Niżnich Rysów